# توماس د. بولارد
توماس د. بولارد (بالإنجليزية: Thomas D. Pollard)‏ هو عالم كيمياء حيوية أمريكي، ولد في 7 يوليو 1942 في باسادينا في الولايات المتحدة.